# Младен Младенов (актьор)
Вижте пояснителната страница за други личности с името Младен Младенов.
Младен Стоянов Младенов е български актьор.

## Биография
Завършва ВИТИЗ. През 1968 година се жени за актрисата Мая Драгоманска, от която има дъщеря Мила. Развежда се през 1974 година.
Дебютира през 1970 година във филма „Сбогом, приятели!“, в който си партнира с руснака Владимир Смирнов. Става най-известен най-вече с ролята си на лейтенант Велев в телевизионния сериал „Синята лампа“, посветен на милицията.
През 1981 година актьорът заедно с приятелката си Соня избягва в Австрия, откъдето след шестмесечен престой в бежански лагер заминават за Австралия. Живеят в Мелбърн и Сидни. Там се ражда синът им Стенли. Младенов се снима в три австралийски филма.
През 1986 година Младен Младенов загива в автомобилна катастрофа.

## Телевизионен театър
- „Музика от Шатровец“ (1977) (Константин Илиев)

## Филмография
- Initiation (1987) – Бруно
- Robbery Under Arms (1985) – богат обирджия
- The Fire in the Stone (1984) – Лех Одински
- Компарсита (1978)
- Войници на свободата (4-сер., 1977) – (като М. Младенов в 1 серия: I)
- Синята лампа (10-сер. тв, 1974) – лейтенант Велев
- Сиромашко лято (1973) – инженер Младенов
- 10 дни неплатени (1972) – инженер Иван Добрев (Ванчо)
- Сбогом, приятели! (1970) – Кирил